# 新丸子東
新丸子東（しんまるこひがし）は、神奈川県川崎市中原区の町名。現行行政町名は新丸子東1丁目から新丸子東3丁目で、いずれも住居表示未実施区域。

## 地理

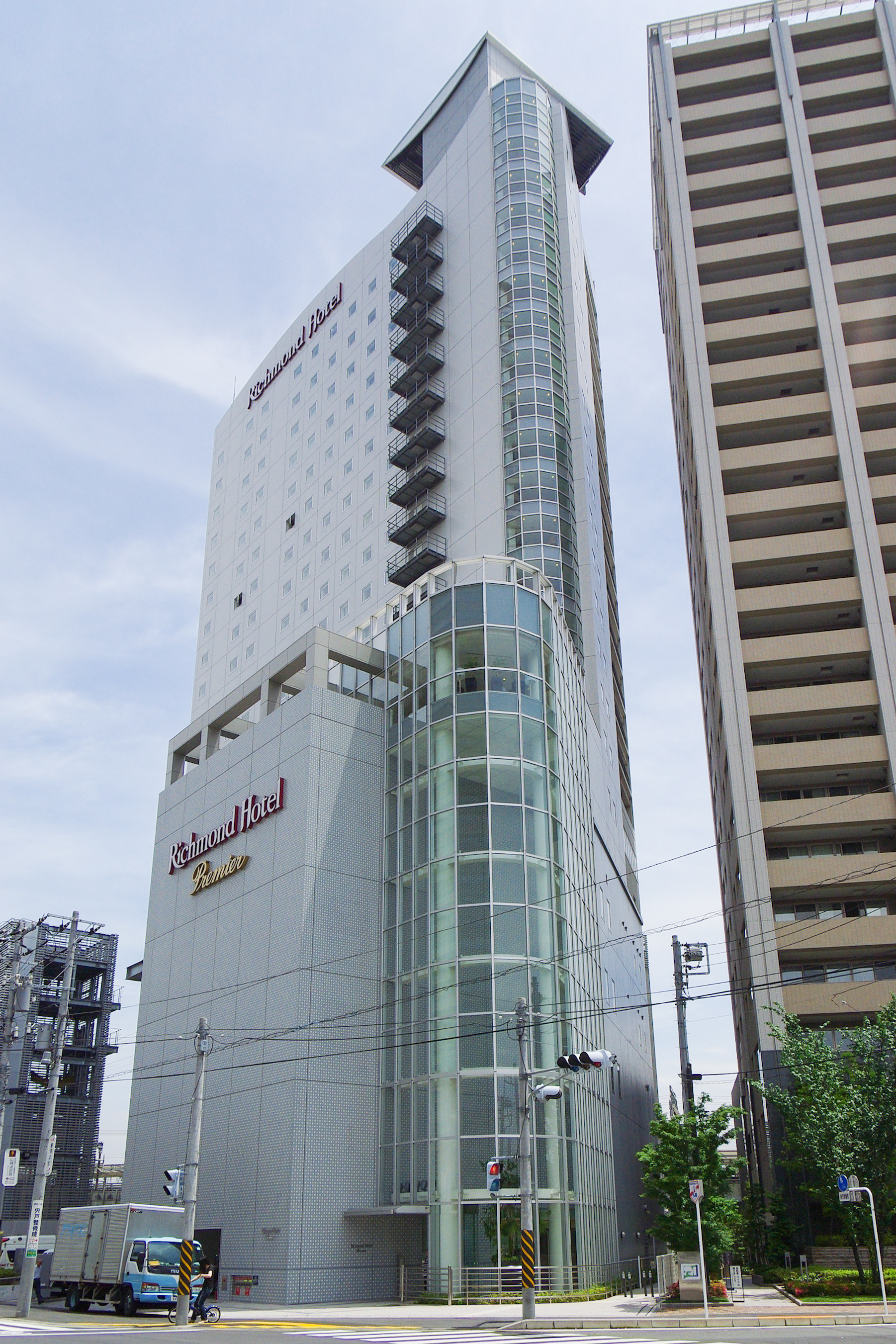
クレール武蔵小杉

中原区中心部の一角に当たる区域。東急東横線新丸子駅東口からJR・東急武蔵小杉駅にかけて広がる住宅街・商店街があり、北から順に1丁目・2丁目・3丁目が設置されている。新丸子東三丁目の一部は武蔵小杉エリアの再開発対象地域として高層ビル建設が続いている。西は小杉町3丁目・新丸子町、北は丸子通1丁目、東は上丸子八幡町・上丸子山王町1・2丁目・上丸子、南は市ノ坪・中丸子・下沼部と接する。

## 歴史

### 沿革
- 1943年（昭和18年） - 川崎市上丸子・小杉の一部より新丸子東一-三丁目が成立[7]。
- 2007年（平成19年）から2011年（平成23年）にかけて、東京建物を施行者とした新丸子東三丁目土地区画整理事業が行われた。横須賀線武蔵小杉駅との連絡通路用地を確保し、なおかつ市街地再開発ともなっている[8]。
- 2019年（令和元年）10月 - 令和元年東日本台風（台風19号）では駅周辺の浸水被害が甚大であった。かつては下沼部との境界付近は多摩川の旧流路であったことが起因している。

### 治安・風紀の維持
- 2022年（令和4年）11月1日 - 神奈川県は新丸子東1丁目を県暴力団排除条例に基づき暴力団排除特別強化地域に指定[9]。

## 世帯数と人口
2025年（令和7年）6月30日現在（川崎市発表）の世帯数と人口は以下の通りである。
| 丁目          | 世帯数    | 人口     |
| ------------- | --------- | -------- |
| 新丸子東1丁目 | 1,510世帯 | 2,054人  |
| 新丸子東2丁目 | 1,698世帯 | 2,340人  |
| 新丸子東3丁目 | 2,571世帯 | 6,002人  |
| 計            | 5,779世帯 | 10,396人 |

### 人口の変遷
国勢調査による人口の推移。
| 年                 | 人口   |
| ------------------ | ------ |
| 1995年（平成7年）  | 3,635  |
| 2000年（平成12年） | 3,748  |
| 2005年（平成17年） | 4,083  |
| 2010年（平成22年） | 8,616  |
| 2015年（平成27年） | 10,358 |
| 2020年（令和2年）  | 10,634 |

### 世帯数の変遷
国勢調査による世帯数の推移。
| 年                 | 世帯数 |
| ------------------ | ------ |
| 1995年（平成7年）  | 1,819  |
| 2000年（平成12年） | 2,032  |
| 2005年（平成17年） | 2,457  |
| 2010年（平成22年） | 4,661  |
| 2015年（平成27年） | 5,422  |
| 2020年（令和2年）  | 5,695  |

## 学区
市立小・中学校に通う場合、学区は以下の通りとなる（2022年3月時点）。
| 丁目          | 番地 | 小学校               | 中学校             |
| ------------- | ---- | -------------------- | ------------------ |
| 新丸子東1丁目 | 全域 | 川崎市立上丸子小学校 | 川崎市立中原中学校 |
| 新丸子東2丁目 | 全域 | 川崎市立上丸子小学校 | 川崎市立中原中学校 |
| 新丸子東3丁目 | 全域 | 川崎市立上丸子小学校 | 川崎市立中原中学校 |

## 事業所
2021年（令和3年）現在の経済センサス調査による事業所数と従業員数は以下の通りである。
| 丁目          | 事業所数  | 従業員数 |
| ------------- | --------- | -------- |
| 新丸子東1丁目 | 163事業所 | 899人    |
| 新丸子東2丁目 | 172事業所 | 1,682人  |
| 新丸子東3丁目 | 270事業所 | 5,034人  |
| 計            | 605事業所 | 7,615人  |

### 事業者数の変遷
経済センサスによる事業所数の推移。
| 年                 | 事業者数 |
| ------------------ | -------- |
| 2016年（平成28年） | 596      |
| 2021年（令和3年）  | 605      |

### 従業員数の変遷
経済センサスによる従業員数の推移。
| 年                 | 従業員数 |
| ------------------ | -------- |
| 2016年（平成28年） | 6,762    |
| 2021年（令和3年）  | 7,615    |

## 交通

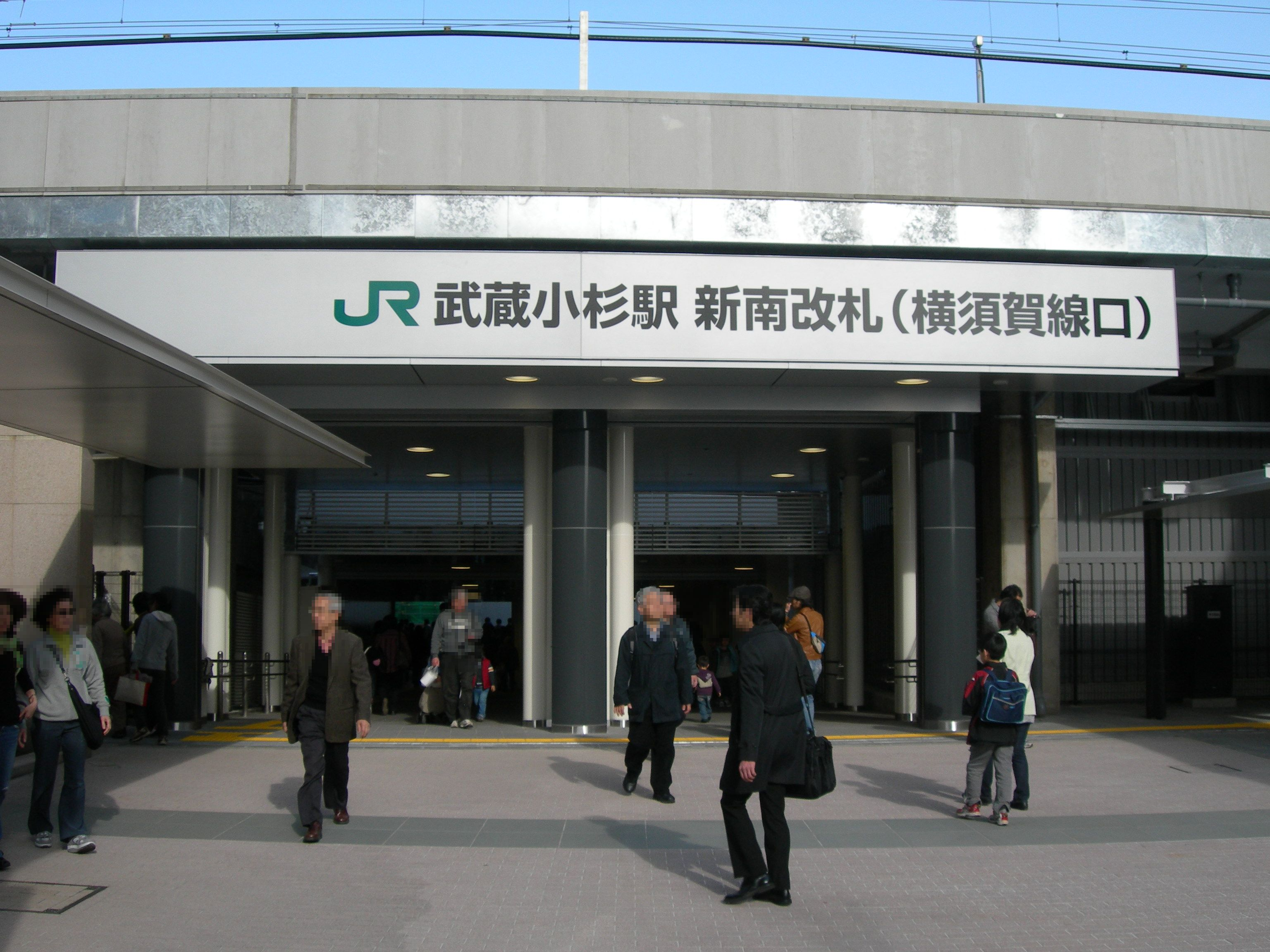
武蔵小杉駅横須賀線口

### 鉄道
新丸子東はJR南武線・東急東横線とJR横須賀線の線路が集中する区域で、新丸子駅や武蔵小杉駅が利用できる。新丸子東三丁目の地下には南武線の武蔵小杉駅と横須賀線の武蔵小杉駅を連絡する通路が通っている。
- 東日本旅客鉄道（JR東日本）
  - 南武線、横須賀線、湘南新宿ライン、相鉄線直通列車
    - 武蔵小杉駅
- 東急電鉄
  - 東横線、目黒線
    - 新丸子駅
    - 武蔵小杉駅

### 道路
新丸子東二丁目を川崎市道川崎駅丸子線（南武沿線道路）が東西に通過している。また、新丸子東一・二・三丁目にかけて神奈川県道2号東京丸子横浜線（綱島街道）が南北に通過する。そのほか、以下の路線が周辺地域を通過している。
- 国道409号（府中街道）
- 神奈川県道45号丸子中山茅ヶ崎線（中原街道）

### 路線バス
武蔵小杉駅の各出口に停留所が設置されている。武蔵小杉駅の構造の都合により、停留所が複数に分散している。横須賀線小杉駅、小杉駅東口、小杉駅入口グランツリー前の各停留所が新丸子東三丁目にある。

## 施設・寺社
- クレール小杉（新丸子東三丁目）
  - 川崎市消防局中原消防署
  - リッチモンドホテルプレミア武蔵小杉
- 中原市民館（新丸子東三丁目）
- 京濱伏見稲荷神社（新丸子東二丁目）
- 小学館アカデミーしんまるこ保育園（新丸子東二丁目）
- 川崎市立上丸子小学校（一部の敷地が新丸子東一丁目・二丁目、住所は上丸子八幡町）
- ららテラス武蔵小杉（新丸子東三丁目）
- グランツリー武蔵小杉（新丸子東三丁目）

## その他

### 日本郵便
- 郵便番号 : 211-0004[4]（集配局 : 中原郵便局[20]）

### 警察
町内の警察の管轄区域は以下の通りである。
| 丁目          | 番・番地等 | 警察署     | 交番・駐在所     |
| ------------- | ---------- | ---------- | ---------------- |
| 新丸子東1丁目 | 全域       | 中原警察署 | 丸子橋交番       |
| 新丸子東2丁目 | 全域       | 中原警察署 | 武蔵小杉駅前交番 |
| 新丸子東3丁目 | 全域       | 中原警察署 | 武蔵小杉駅前交番 |